# Konstantin Raudive
Konstantin Raudive (Dagda, 30 aprile 1909 – Bad Krozingen, 2 settembre 1974) è stato un romanziere e filosofo lettone, noto in particolare per essere stato il pioniere della psicofonia insieme a Friedrich Jürgenson.

## Biografia
Poliglotta e traduttore della letteratura spagnola in lingua lettone, all'età di 22 anni decide di lasciare il suo paese per compiere studi prima a Parigi e in seguito a Salamanca e a Londra. Dopo aver soggiornato a lungo in Spagna allo scoppiare della seconda guerra mondiale, si trasferisce definitivamente a Uppsala nel 1944.
Negli anni sessanta insieme a Friedrich Jürgenson è stato il pioniere della psicofonia, branca della parapsicologia che consiste in uno studio che vorrebbe essere il più rigoroso possibile della sperimentazione della comunicazione con l'aldilà con mezzi elettronici come lo sono il registratore, la radio e altri mezzi tecnologici atti a captare voci e messaggi di questo genere. Questo genere di studi ed esperimenti vengono anche denominati dal noto studioso di questo genere di cose François Brune transcomunicazione strumentale.
Ebbe come collaboratori e consulenti nelle sue sperimentazioni i tecnici della radio e della televisione Theodor Rudolph e Norbert Unger, il fisico svizzero Alex Schneider, il teologo cattolico Gebhard Frei e il prelato Pfleger.
Fu marito della scrittrice lettone Zenta Mauriņa.

## Gli esperimenti
Raudive condusse  esperimenti di tal genere a partire dal 1964 fino alla sua morte e nel suo caso tali esperimenti si svolsero con l'aiuto dei soli registratori e radio. Complessivamente Raudive è riuscito a raccogliere, cioè a registrare e analizzare, circa 80 000 presunte voci provenienti dall'aldilà. Il resoconto di tale studio è stato pubblicato nei suoi libri. Il ricevitore utilizzato per gli esperimenti, tuttavia, equivale ad un ricevitore privo della selettività in frequenza propria di un qualunque strumento radio, le voci sarebbero, quindi, frutto della sovrapposizione di un gran numero di comuni trasmissioni radio.
Benché gli esperimenti condotti  da Jürgenson e Raudive siano simili, diverse invece sono le interpretazioni che essi danno del fenomeno. Mentre Jürgenson è giunto alla conclusione che si tratti di voci di trapassati che tentano di comunicare con il mondo che hanno lasciato, Raudive invece non condivide questa conclusione e propende invece su una interpretazione che si basa sulla nota ipotesi della scienza fisica denominata teoria degli universi paralleli per cui queste voci sarebbero le voci dei doppi di coloro che muoiono. Quest'ultima tesi presenta somiglianze con le conclusioni a cui è giunto un altro "esploratore" dell'aldilà: Robert Monroe.
Gli esperimenti di Raudive sarebbero stati poi approfonditi dal fisico tedesco Ernst Senkowski, nella sua opera Transcomunicazione Strumentale (1976). 

## Opere
- Voci dall'aldilà, Corrado Tedeschi Editore, 1971  [1968].
- Sopravviviamo dopo la morte?, Corrado Tedeschi Editore, 1976.[2]

## Discografia

### Singoli
- 1971 - Breakthrough
- 1971 - Voci dall'aldilà disco fuori commercio allegato al libro omonimo